# Silas Kiplagat
Silas Kiplagat, född den 20 augusti 1989, är en kenyansk friidrottare som tävlar i medeldistanslöpning.
Kiplagat deltog vid afrikanska mästerskapen 2010 där han blev fyra på 1 500 meter. Samma år deltog han vid Samväldesspelen där han vann guld på samma distans. 
Under 2011 deltog Kiplagat vid VM 2011 där han slutade tvåa bakom landsmannen Asbel Kiprop.

## Personliga rekord
- 1 500 meter - 3.29,27 från 2010